# Rita Rait-Kowaljowa

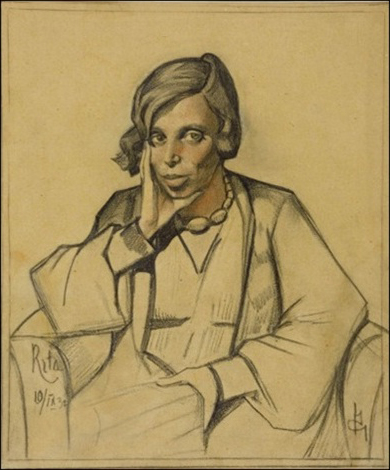
Rita Rait-Kowaljowa (N. Uschin, 1932)

Rita Jakowlewna Rait-Kowaljowa, geboren Raissa Jakowlewna Tschernomordik, (russisch Рита Яковлевна Райт-Ковалёва, Geburtsname russisch Раиса Яковлевна Черномордик; * 19. Apriljul. / 1. Mai 1898greg. im Dorf Petruschewo, Ujesd Jelisawetgrad; † 29. Dezember 1988 in Moskau) war eine russische Schriftstellerin und Übersetzerin.

## Leben

### Herkunft und Familie
Tschernomordik stammte aus einer jüdischen Familie. Ihr Vater Jakow-Mejer Salmanowitsch Tschernomordik (1868–1960) aus Welisch war nach dem Studium an der Kaiserlichen Universität Dorpat Militärarzt, hatte am Russisch-Japanischen Krieg teilgenommen und war ab 1906 Stadtarzt in Welisch.
Raits Tochter Margarita Kowaljowa (1933–2013) wurde Biologin und übersetzte auch. Raits Neffe Alexander Filippowitsch Kowaljow (1927–1944) lebte bei ihr, nachdem seine Eltern während des Großen Terrors 1937 verhaftet worden waren, und kam im Deutsch-Sowjetischen Krieg auf einem Torpedoboot der Nordflotte durch einen Angriff der deutschen Luftwaffe ums Leben.

### Werdegang
Tschernomordik wuchs in Kurski und Welisch auf und studierte darauf entsprechend der Familientradition Medizin zunächst in Charkow. Dort lernte sie Welimir Chlebnikow kennen, dessen Gedichte sie ins Deutsche übersetzte. Sie wechselte dann nach Moskau, wo sie ihr Studium an der medizinischen Fakultät der aus den Moskauer Höheren Kursen für Frauen entstandenen 2. Moskauer Universität fortsetzte (Abschluss 1924).
Für ihr kreatives Schreiben wählte Tschernomordik das Pseudonym Rita Rait (vergl. Rait). Sie sprach deutsch und französisch. Englisch lernte sie später. In Moskau lernte sie Majakowski, Ossip und Lilja Brik und Pasternak kennen. Auf Bitten Lilja Briks dokumentierte Rait das Leben Majakowskis. 1921 übersetzte sie auf Bitten Majakowskis sein Mysterium buffo ins Englische für die Delegierten des III. Komintern-Kongresses und auch ins Deutsche. Es folgte die Übersetzung von Werken Friedrich Schillers ins Russische.
Rait ging nach dem Studium nach Leningrad. Sie fand eine Anstellung bei dem Physiologen Iwan Petrowitsch Pawlow im Laboratorium und arbeitete dort 1924–1930. Sie lehrte Englisch an der Militärtechnik-Akademie in Leningrad (1925–1935). 1935–1938 arbeitete sie in dem von Wladimir Michailowitsch Bechterew 1928 gegründeten Nationalen Forschungsinstitut für Hirnforschung der Akademie der Medizinischen Wissenschaften der UdSSR. Sie heiratete Nikolai Kowaljow. 1938 wurde sie Mitglied des Schriftstellerverbands der UdSSR. Während des Deutsch-Sowjetischen Kriegs war sie Korrespondentin des Sowinform-Büros in Archangelsk.
Rait übersetzte Werke von Heinrich Böll, Franz Kafka, J. D. Salinger, William Faulkner, Kurt Vonnegut, Nathalie Sarraute, Edgar Allan Poe und das Tagebuch der Anne Frank. Sergei Donatowitsch Dowlatow schätzte sie sehr. Ins Deutsche übersetzte sie die Werke Majakowskis. Sie verfasste eine Biografie von Robert Burns und schrieb Erinnerungen über Majakowski, Welimir Chlebnikow, Anna Andrejewna Achmatowa und Pasternak. Schließlich lernte Rait Bulgarisch, um aus dem Bulgarischen zu übersetzen.

## Ehrungen, Preise
- Orden der Völkerfreundschaft (1988)[2]
- Thornton Wilder Prize des Translation Centers der Columbia University[1]
- Preis des Bildungsministeriums Österreichs (1989 postum)[2]